# Kang Seung-yoon
Đây là một tên người Triều Tiên, họ là Kang.
Kang Seung-yoon (tiếng Hàn: 강승윤; Hán-Việt: Khương Thăng Nhuận; sinh ngày 21 tháng 1 năm 1994) là 1 ca sĩ, nhạc sĩ, diễn viên người Hàn Quốc, nhóm trưởng của nhóm nhạc nam WINNER trực thuộc YG Entertainment. Đã từng tham gia SuperStar K2 và giành được vị trí thứ 4.

## Cuộc đời và sự nghiệp

### Trước đây
Kang Seung-yoon được sinh ra tại Busan, Hàn Quốc vào ngày 21 tháng 1 năm 1994. Được biết Kang Seung Yoon đã theo học guitar từ năm lớp 8. Trong những năm cuối cấp 2, anh còn theo học cả guitar cổ điển và cách chơi bi da. Đã từng dự thi một số cuộc thi bi-a chuyên nghiệp và giành chiến thắng tại một cuộc thi bi da quốc gia được tổ chức ở Busan, sau đó trở thành đại diện của Busan dự thi các cuộc thi bi da. Anh tốt nghiệp trường cấp 3 nghệ thuật Busan chuyên ngành guitar cổ điển vào năm 2012. Kang Seung-yoon bắt đầu nổi lên từ cuộc thi tìm kiếm tài năng Superstar K2. Sau khi kết thúc cuộc thi với vị trí thứ 4, Kang seungyoon ký hợp đồng với YG Entertainment và thu âm ca khúc "You're My Heaven" cho bộ phim truyền hình dài tập "Midas" vào năm 2011. Sau đó tham gia bộ phim truyền hình High Kick của đài MBC.

## Danh sách đĩa nhạc

### Đĩa đơn
| Năm  | Tiêu đề                   | Vị trí cao nhất | Doanh thu         | Album            |
| Năm  | Tiêu đề                   | Hàn             | Doanh thu         | Album            |
| ---- | ------------------------- | --------------- | ----------------- | ---------------- |
| 2010 | "I'll Write You a Letter" | 24              | - Hàn: --         | Top 6 (My Story) |
| 2010 | "Instinctively"           | 1               | - Hàn: --         | Up to 11         |
| 2011 | "You are Heaven"          | 10              | - Hàn: 9,167,680+ | Midas OST        |
| 2013 | "It Rains"                | 1               | - Hàn: 587,724+   | TBA              |
| 2013 | "Wild and Young"          | 18              | - Hàn: 119,009+   | TBA              |
| 2013 | "맘도둑 (Stealer)"        | 9               | - Hàn: 198,150+   | TBA              |
| 2022 | "BORN TO LOVE YOU"        |                 |                   |                  |

## Điện ảnh

### Music video
| Năm  | Tiêu đề                    | Độ dài | Tham khảo |
| ---- | -------------------------- | ------ | --------- |
| 2011 | "Life is Tab (Dance Ver.)" | 2:04   | [ 10 ]    |
| 2011 | "You are Heaven"           | 3:47   | [ 10 ]    |
| 2012 | "Smile, My Love"           | 3:38   | [ 10 ]    |
| 2013 | "Wild and Young"           | 3:52   | [ 10 ]    |
| 2013 | "맘도둑 (Stealer)"         | 3:48   | [ 10 ]    |

## Truyền hình

### Phim truyền hình
- 2011 - 2012: High Kick 3 (MBC)
- 2015: [Producer(KBS)] vai Kang Seung Yoon(WINNER) => Cameo (khách mời)
- 2015: [Webdrama-We Broke Up] vai Won-young
- 2016: [Webdrama-Love for a Thousand More] vai Yoo Joon-woo
- 2017: [Webdrama-Prison Playbook] vai (phụ) tù nhân Jang-baljang (Jean Valjean)
- 2020: [KAIROS(MBC)] Vai (phụ) Im Geonwook, bạn thân của nữ chính Han Aeri
- 2021: [Voice 4(KBS)] vai Han Woo Joo
- 2022: [Webdrama-Tomorrow ] vai Kang Woo Jin => Cameo (Khách mời)

### Chương trình thực tế
- 2010: Superstar K2 (Mnet)
- 2013: Win: Who is next
- 2013: Winner TV
- 2015: Weekly Idol (cùng WINNER)
- 2016: Happy Camp (cùng WINNER)
- 2016: Halfmoon Friends (cùng với WINNER)
- 2016: The Collaboration (cùng Song Mino)
- 2016: Half moon friend (cùng WINNER)
- 2017: Weekly Idol (cùng WINNER)
- 2017: Flower Crew
- 2017: Animal farm (cùng WINNER)
- 2017: King of Mask Singer (ep 109)
- 2017: Oppa thinking (cùng WINNER)
- 2018: Running man ep 402 (cùng Mino)
- 2018: Amigo (cùng Winner)
- 2018: Secret Garden